# Koncert dla marchwiowego ciasta
Koncert dla marchwiowego ciasta (est. Kontsert Porgandipirukale) – estoński krótkometrażowy film animowany z 2002 roku w reżyserii Janno Põldma i Heiki Ernits.

## Fabuła
Babcia chce upiec ciasto marchwiowe, dlatego też wysyła dziadka z wnuczką, żeby przynieśli jej marchew z ogródka. Gdy wracają z powrotem, okazuje się, iż babcia zniknęła. Postanawiają więc wyruszyć na jej poszukiwania. Wszystko dzieje się przy akompaniamencie kociej orkiestry.

## Nagrody
- 2003: Nagroda dla najlepszego filmu dla dzieci na Międzynarodowym Festiwalu Filmów Animowanych (Wilno, Litwa)
- 2003: Nagroda Srebrny Słoń w kategorii najlepszy krótkometrażowy film animowany na Międzynarodowym Festiwalu Filmów dla Dzieci "Złoty Słoń" (Mumbai, Indie)[3][4][5]
- 2003: Nagroda Specjalna Jury na Międzynarodowym Festiwalu Filmów Animowanych (Włochy)